# Passage Puteaux
Le passage Puteaux est un passage couvert parisien situé dans le 8e arrondissement.

## Situation et accès
Il est situé entre la rue de l'Arcade à l'ouest et la rue Pasquier à l'est, face à la rue Tronson-du-Coudray.

## Origine du nom
Il porte ce nom car il fut créé par Louis Puteaux.

## Historique
Ouvert en 1839, le passage Puteaux fut réalisé à proximité de la future gare Saint-Lazare qui devait être construite à hauteur de la rue Tronchet. Il est l’œuvre de Louis Puteaux (Voir « Rue Puteaux », 17e arrondissement) qui y a construit plusieurs immeubles. 
Pour édifier les maisons du passage, le promoteur utilisa la carrière de pierres issue de la démolition de l’église de l'abbaye Notre-Dame du Val.
Le passage Puteaux joua de malchance puisque la gare Saint-Lazare fut en définitive édifiée plus au nord, dans le quartier de l'Europe, le privant de cette situation idéale. Ainsi ce passage de six travées au charme certain se trouva dès le départ déserté par les commerçants et les piétons.

## Bâtiments remarquables et lieux de mémoire
C'est le passage le plus court de Paris. Son décor, d'origine, est simple mais soigné, avec des pilastres délimitant six travées. Sous la simple verrière à deux pentes, on distingue encore quelques moulures et chapiteaux écornés. Il abrite les terrasses du bistrot-bar à vins "La Boutique des Vins" et du bar d'un boutique hôtel, Le Royal Madeleine.